# Episodi di Una vita da riavvolgere
La prima stagione della serie televisiva drammatica spagnola Una vita da riavvolgere (Si lo hubiera sabido), composta da 8 episodi, è stata distribuita in prima visione in Spagna sul servizio di streaming Netflix il 28 ottobre 2022.
In Italia la stagione è stata distribuita sul servizio di streaming Netflix il 28 ottobre 2022.
| nº | Titolo originale       | Titolo italiano         | Pubblicazione Spagna | Pubblicazione Italia |
| -- | ---------------------- | ----------------------- | -------------------- | -------------------- |
| 1  | Luna de sangre         | Luna di sangue          | 28 ottobre 2022      | 28 ottobre 2022      |
| 2  | Regreso a París        | Ritorno a Parigi        | 28 ottobre 2022      | 28 ottobre 2022      |
| 3  | Extraños en la noche   | Sconosciuti nella notte | 28 ottobre 2022      | 28 ottobre 2022      |
| 4  | Connect Moon           | Connect Moon            | 28 ottobre 2022      | 28 ottobre 2022      |
| 5  | Nando vs. Rubén        | Nando contro Rubén      | 28 ottobre 2022      | 28 ottobre 2022      |
| 6  | Feliz cumpleaños, Emma | Buon compleanno, Emma   | 28 ottobre 2022      | 28 ottobre 2022      |
| 7  | ¿Dónde está Rubén?     | Dov'è Rubén?            | 28 ottobre 2022      | 28 ottobre 2022      |
| 8  | Regreso al futuro      | Ritorno al futuro       | 28 ottobre 2022      | 28 ottobre 2022      |

## Luna di sangue
- Titolo originale: Luna de sangre
- Diretto da: Liliana Bocanegra
- Scritto da: Irma Correa

### Trama
Emma Castellanos è una donna di trent'anni che durante l'anniversario della proposta di matrimonio con suo marito Fernando "Nando" Mejía, ha deciso di chiedere il divorzio da lui. Avevano avuto un matrimonio infelice e si stavano dando sui nervi a vicenda. Entrambi, tuttavia, si prendono cura dei loro figli gemelli, Mario e Mia. Quella notte, Emma ha ricordato la notte della proposta di dieci anni prima. La mattina dopo, Emma e Nando hanno informato i loro figli della loro decisione di separarsi. Sia Mario che Mia erano sorprendentemente tranquilli perché a quanto pare erano gli unici a scuola con i genitori che stavano ancora insieme. Ma con entrambi i gemelli che hanno chiesto di stare con Nando, il cuore di Emma è andato in frantumi. Emma si è resa conto che poteva impedire il suo matrimonio infelice e ha detto "no" a Nando. Poi è tornata a casa, ma si è resa conto che la sua casa e i suoi gemelli non c'erano più. Devastata, ha chiamato sua madre e ha trovato un lato positivo in tutto ciò: suo padre, che credeva scomparso, è ancora vivo.

## Ritorno a Parigi
- Titolo originale: Regreso a París
- Diretto da: Sasha Politoff
- Scritto da: Joaquín Santamaría

### Trama
Emma è tornata a casa dei suoi genitori e ha cercato di spiegare di nuovo il suo viaggio nel tempo, ma i suoi genitori pensavano che fosse malata e le hanno suggerito di sottoporsi a una risonanza magnetica. Quando il telefono di Isa ha squillato, Emma ha ricordato che nella sua sequenza temporale Isa non poteva unirsi al viaggio dei loro amici a Parigi perché la madre di Isa era caduta. In ospedale, Emma ha continuato a parlare della luna di sangue, ma le persone intorno a lei pensavano che stesse impazzendo. Tuttavia, c'era in realtà un altro uomo in ospedale che stava anche lui divagando sulla luna di sangue. Era un jogger che era vicino a Emma durante l'eclissi di luna rossa e aveva anche sperimentato il viaggio nel tempo.

## Sconosciuti nella notte
- Titolo originale: Extraños en la noche
- Diretto da: Liliana Bocanegra
- Scritto da: Joaquín Santamaría

### Trama
Emma festeggia la laurea, annuncia qualcosa di importante e si rende conto di non essere l'unica persona la cui intera vita è stata sconvolta dalla luna.

## Connect Moon
- Titolo originale: Connect Moon
- Diretto da: Liliana Bocanegra
- Scritto da: Irma Correa

### Trama
La nuova azienda di Emma, Rubén e Alfredo è un successo clamoroso, ma non tutti condividono l'entusiasmo per il progetto. Il matrimonio di Nando e Isa si complica.

## Nando contro Rubén
- Titolo originale: Nando vs. Rubén
- Diretto da: Liliana Bocanegra & Humberto Miró
- Scritto da: Joaquín Santamaría

### Trama
Quando un viaggio di lavoro prende una svolta pericolosa, il gruppo vede un lato sconosciuto di Rubén. Emma scopre che Nando è tornato ai suoi vecchi modi.

## Buon compleanno, Emma
- Titolo originale: Feliz cumpleaños, Emma
- Diretto da: Liliana Bocanegra
- Scritto da: Irma Correa

### Trama
Emma affronta ricordi e sentimenti contrastanti mentre il suo trentesimo compleanno porta grandi sorprese, enormi postumi di una sbornia e una rivelazione sconcertante su Nando.

## Dov'è Rubén?
- Titolo originale: ¿Dónde está Rubén?
- Diretto da: Humberto Miró
- Scritto da: Joaquín Santamaría

### Trama
Emma riunisce i suoi cari per una vacanza al mare. Le nuove informazioni sollevano ancora più domande su Rubén.

## Ritorno al futuro
- Titolo originale: Regreso al futuro
- Diretto da: Liliana Bocanegra
- Scritto da: Irma Correa

### Trama
Una visita inaspettata all'ospedale capovolge la prospettiva di Emma sugli ultimi dieci anni e i suoi piani per il futuro.